# ロフト (雑貨店)
株式会社ロフト（英: THE LOFT CO.,LTD.）は、生活雑貨を扱うチェーンストア「ロフト」を運営する企業。日本、中国及びタイで店舗展開している。セブン&アイ・ホールディングス傘下で、かつてはそごう・西武の子会社であり、セゾングループ（西武流通グループ）の一員であった。
登記上の本店所在地は東京都渋谷区宇田川町だが、本部事務所は東京都千代田区九段北にある。

## 概要
西武百貨店が従来の百貨店の枠を破る専門大店構想を掲げ、ニューヨークの芸術家らの活動がソーホー地区のロフトから始まったことに着想を得て、「LOFT」と命名。1987年11月21日、西武百貨店がシブヤ西武の隣にシブヤ西武ロフト館（渋谷以外への出店決定後、渋谷ロフトへ名称変更）として第一号店を開業させたのが事業の始まりである。開業当初は、近隣の東急ハンズ（現・ハンズ）渋谷店と品揃えや客層が近く、対比されることが多かった。
アパレル系メインの百貨店内にあった、趣味雑貨部の売場面積を広げただけにすぎず、細かなノウハウを持ち合わせていなかった西武ロフトだったが、開店準備中に、東急ハンズの社長交代により、専門知識を持ち合わせた東急ハンズ店員が専門分野外に大量の人事異動となり、結果的にそれらの人達が東急ハンズを退職〜ロフトへの転職となり、ロフトとしては意外な形で即戦力の大量取得をしていた。百貨店では知り得ない様な小さな取引先が、ハンズとロフトで共有していた理由でもある。
その後、日本各地に店舗を展開することになり分社化され、1996年（平成8年）8月8日に株式会社ロフトが設立された。現在ではこだわりのある生活雑貨を中心とし、ハンズとは一線を画すようになっている。
親会社である西武百貨店の経営不振に伴い、2002年（平成14年）に森トラストが西武百貨店が持つロフトの株式を取得し、以降長らく筆頭株主であったが、2007年（平成19年）3月にセブン&アイ・ホールディングスの完全子会社で、西武百貨店を傘下に持っていたミレニアムリテイリング（現・そごう・西武）が、森トラスト及びイオン所有のロフトの全株式を取得し子会社化した。これによって、再び西武百貨店と同じグループとなり、またロフトがイトーヨーカ堂系のショッピングモール「アリオ」へ出店するきっかけになった（初出店はアリオ鳳店）。
2008年（平成20年）3月16日、非正規雇用が社会問題となる中、パートタイマー・契約社員・正社員の3区分を撤廃し、パートの希望者全員を正社員にした。但し、世間一般的な「正社員」とは違い、給与体系はその大半が時給換算で、いわゆる「月給・固定給」社員の割合はごくわずかであり、実際には「正社員」「バイト」問わず希望者全員が65歳の定年まで働く事が出来る無期雇用になっただけである。本部でも決して「正社員」とは言わず、「ロフト社員」という造語を使用している。
2009年（平成21年）8月1日にミレニアムリテイリングが、そごうおよび西武百貨店と合併して「株式会社そごう・西武」になり、ロフトはその子会社となった。
2012年（平成24年）、本部事務所を東京都新宿区大久保のラムダックスビルから、親会社であるそごう・西武本社と同じ千代田区二番町の二番町センタービルと、一部を埼玉県さいたま市大宮区の旧・大宮ロフト内へ、2分割して移転したが、2013年（平成25年）に旧・大宮ロフトの閉店に伴い武蔵野市の吉祥寺ロフト内へ再移転した。のちに吉祥寺ロフトにあった事務所を千代田区二番町のカシュービルへ移転。これにより本社機能が１つの街に集結することとなった。
その後、2022年（令和4年）５月には、そごう・西武の本社機能が二番町から南池袋の西武池袋店書籍館へと移転となると、ロフトも二番町から西武渋谷店ロフト館へ本社を移転。ただし、チェーン本部自体は、二番町に在留する結果となった。
2014年（平成26年）8月1日、ロフトと学校法人立命館は、人材育成や地域振興を目的とした連携・運営にかかわる包括協定を締結すると同時に、同年9月には日本初の産学連携サークル「LOFT部」を発足させ、京都市の京都ロフトを基点に活動を行う予定であることを明らかとした。
2022年11月11日、セブン&アイ・ホールディングスはそごう・西武の全株式を2023年（令和5年）2月にアメリカの投資ファンドであるフォートレス・インベストメント・グループに売却することを発表した。これに際し、セブン&アイ・ホールディングスはそごう・西武のフォートレスへの売却前に、同社が保有しているロフトの全株式を譲受し、ロフトは引き続きセブン&アイ・ホールディングスの傘下に残すことを発表した。これにより、西武百貨店時代から一時期を除いて続いていたそごう・西武との資本関係が無くなった。
仙台ロフト、吉祥寺ロフトに入居する無印良品は、西武・セゾングループ時代の西友のプライベートブランドとして始まり、後に良品計画として独立。ロフトとはかつて同じ西武・セゾングループだった。その他の店舗でも、入居する商業施設の別のフロアーに無印良品が入居している店舗がある。

## 運営店舗
2025年5月時点で、直営店舗159店舗、FC店舗26店舗を展開している。山形県・和歌山県・島根県・山口県・高知県には店舗がない。また青森県・栃木県・滋賀県・奈良県・大分県は一度撤退したが、後に再出店している（後述）。

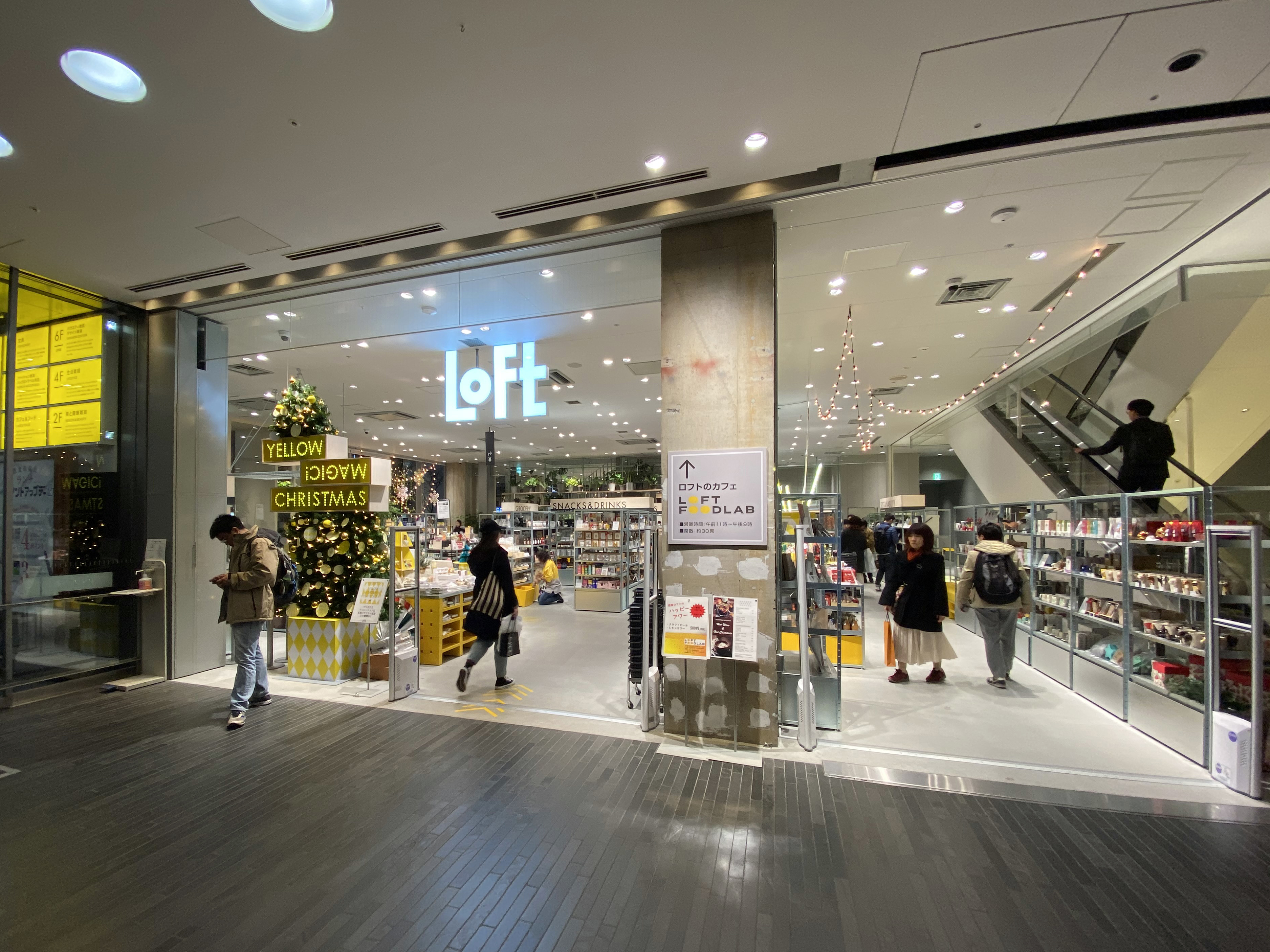
銀座ロフト
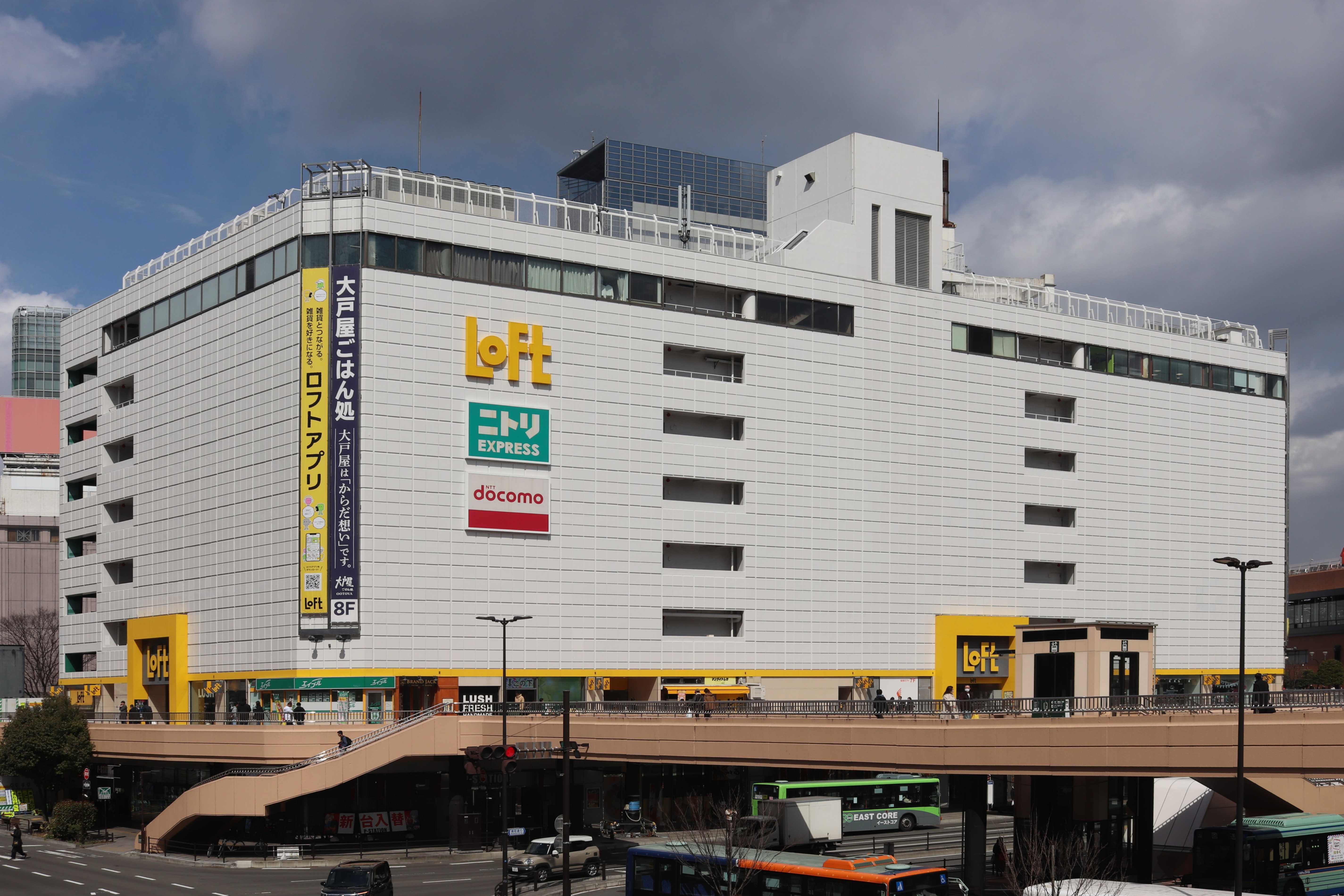
仙台ロフトの入る仙台駅前開発ビル
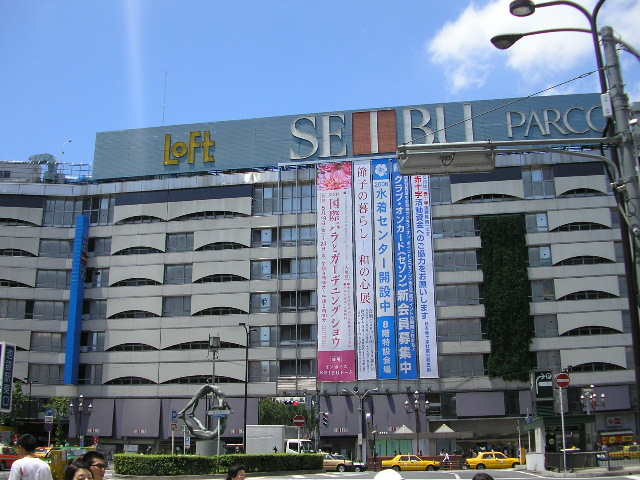
池袋ロフトの入る西武百貨店 池袋本店（当時）
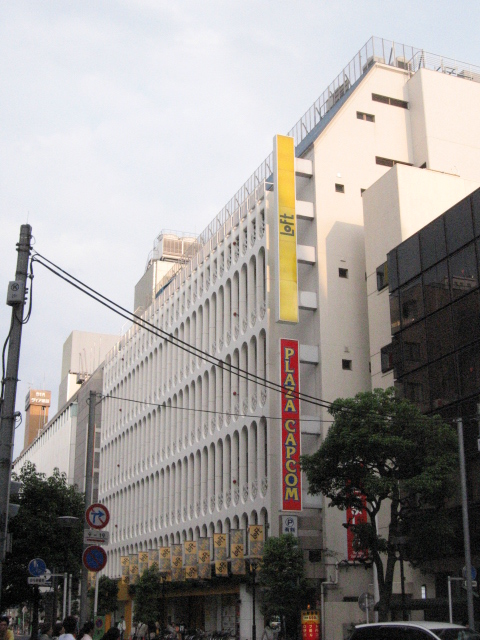
吉祥寺ロフトの入るいなりやビル
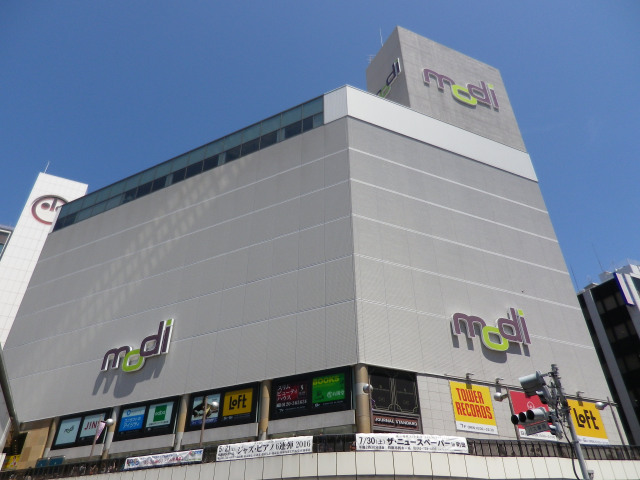
町田ロフトの入る町田モディ
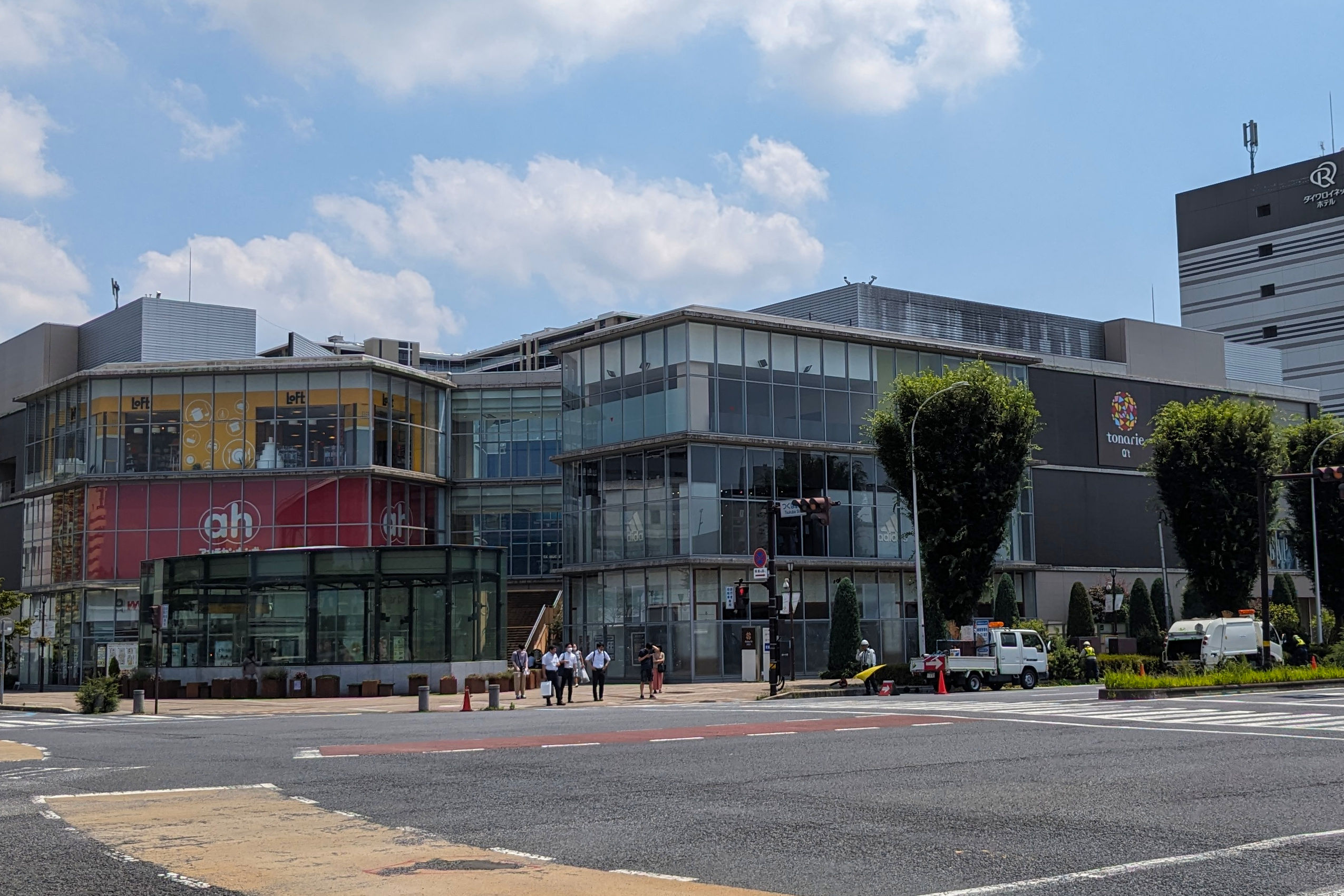
つくばロフトの入るつくばクレオスクエア「Q't」（当時）
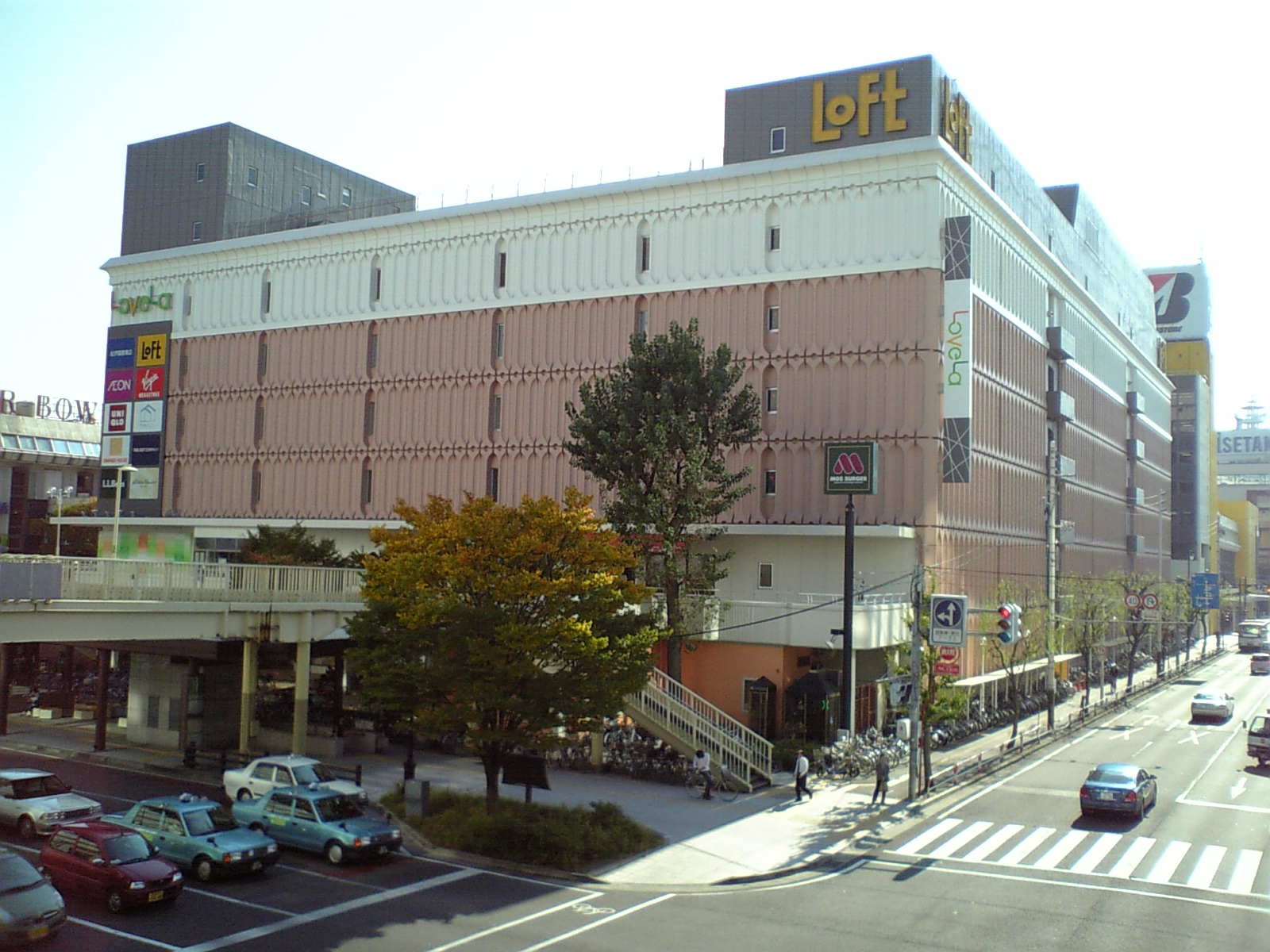
新潟ロフトの入るLoveLa万代
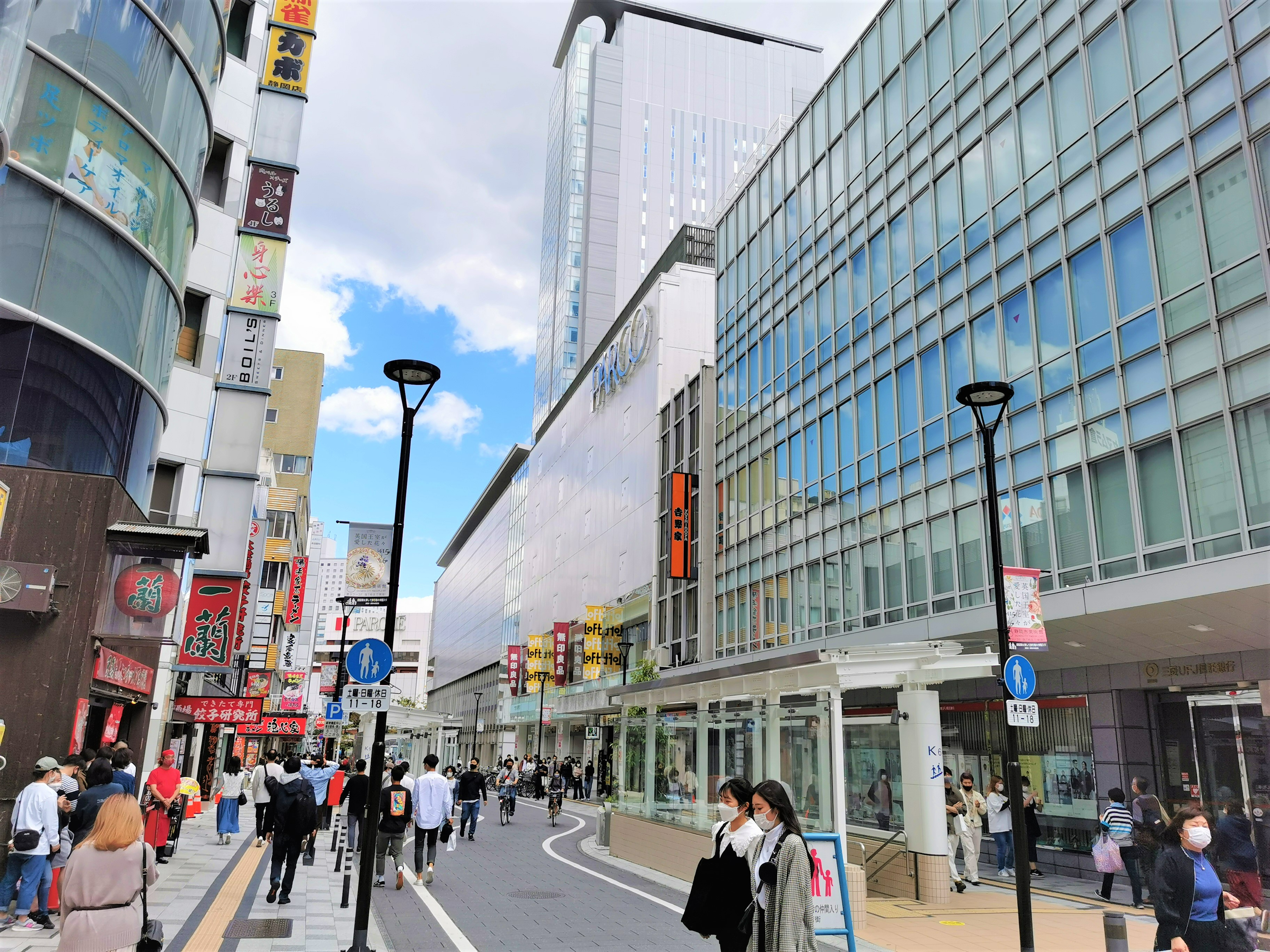
静岡パルコロフトの入る静岡パルコ
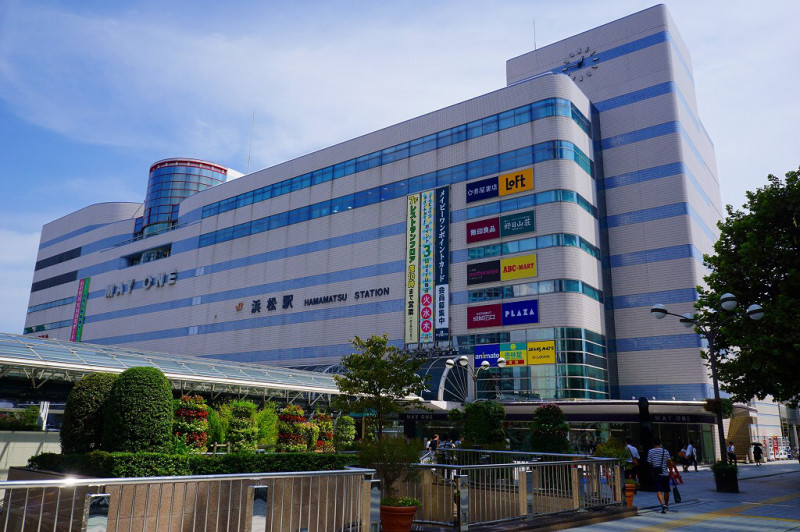
浜松ロフトの入るメイワン
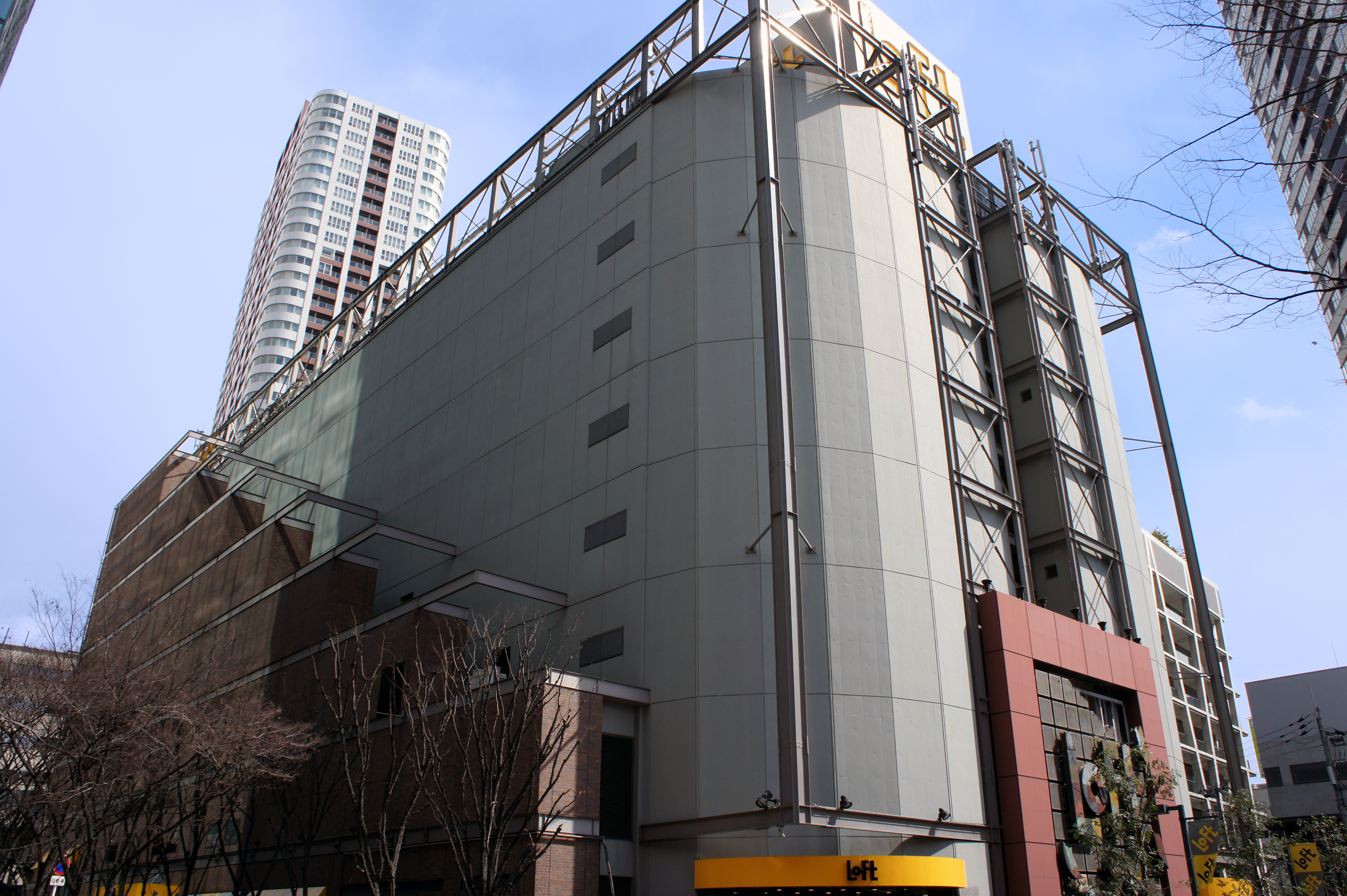
旧・梅田ロフト
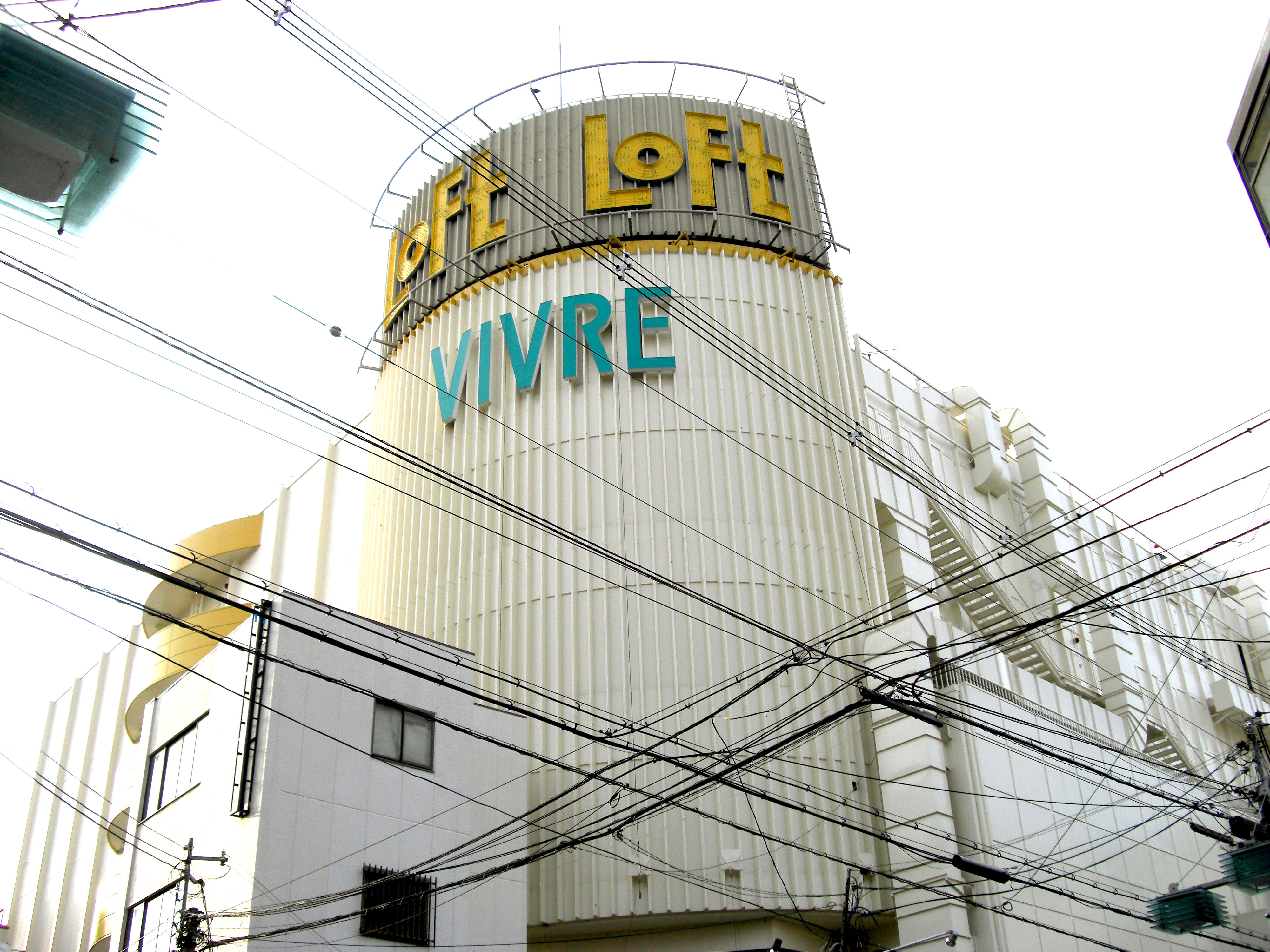
旧・京都ロフトが入っていた河原町ビブレ
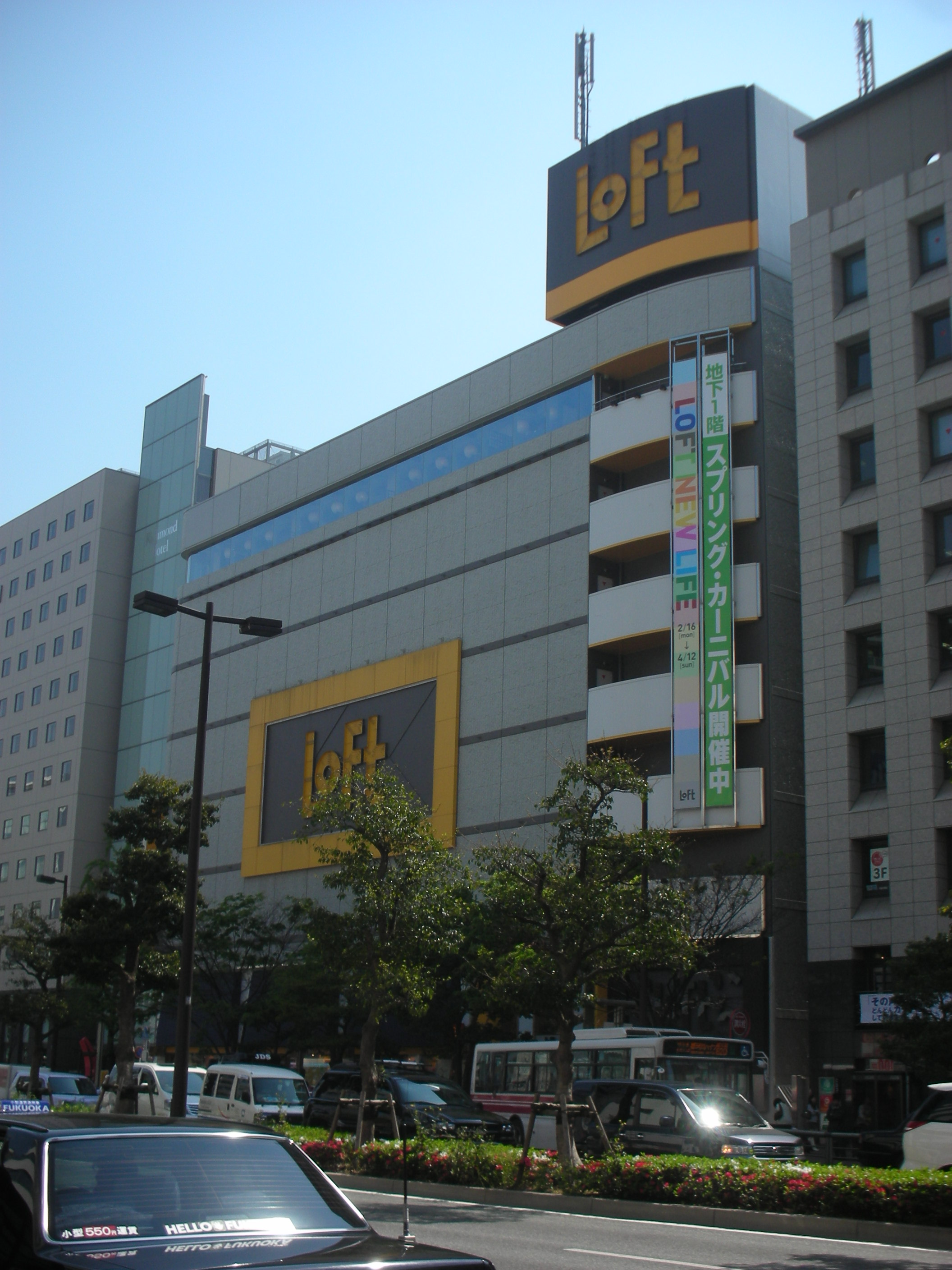
旧・天神ロフトビル
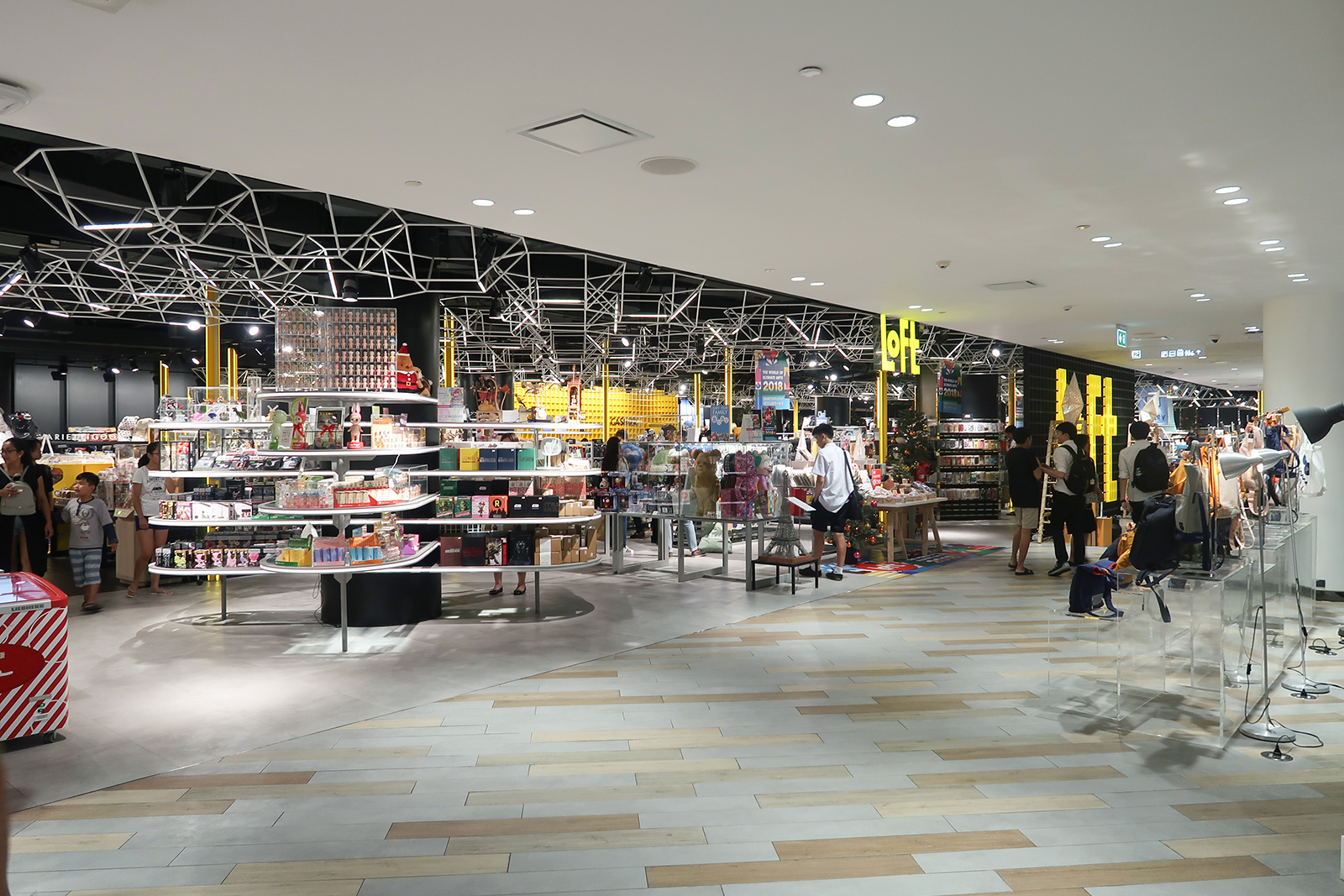
バンコク・サイアムディスカバリー店

歴史的経緯から、西武（旧西武百貨店）内にある店舗が多いが、そごうが西武百貨店とともにミレニアムリテイリングの傘下となり、次いでセブン&アイグループ傘下となったため、そごう内の店舗や、セブン&アイグループのショッピングモールアリオや、イトーヨーカドーに入店している店舗も多い（2021年6月現在、西武秋田店を除く西武・そごうの百貨店全店舗に入居。秋田ロフトは西武秋田店の隣のビル。岡崎・高槻・八尾・神戸などのように親会社のそごう・西武の百貨店が閉店した後も、その場所にロフトだけ残っているケースもある）。また、セブン&アイの競合グループの施設であるイオンモールなどにも入居している。なお、かつて九州には店舗がなかったが、2007年11月15日開店の福岡市「ジークス天神」を皮切りに出店を進めており、2022年11月の長崎ロフト開店を以て九州全県の出店を完了している。
業態については、公式サイトに準じて下記の通り表す。2014年10月のサイトリニューアルで、店舗規模の区分が見直され、従来の「ミニロフト」が小型店に、小型店の一部が中型店に、中型店の一部が大型店に格上げされている。詳細は 店舗一覧 を参照。また2019年夏頃からは区分が大型店のみ表記され、中型店以下の店舗は区分表記がされなくなっている（新規出店店舗はほとんどが中型店扱いで、コスメロフトは小型店扱いである）。
店舗規模◎…大型店
◇ or 記号無し…中型店
○ or コスメロフト…小型店
△…ミニロフト（現在は区分として使用されていない）
通常店以外の業態SELF&SHELF LOFT（セルフ&シェルフ ロフト）…文具を中心とした品揃えの店舗（現在は店舗なし）
MoMA Design Store（モマ デザインストア）…ニューヨーク近代美術館の公式店舗
コスメロフト…コスメ専門店
通常店の店舗名表記○○ロフト…直営店、若しくは名鉄生活創研や天満屋によるフランチャイズ店
ロフト○○店…イトーヨーカドーによるフランチャイズ店

### 北海道・東北

#### 北海道
- モユク札幌ロフト（札幌市中央区）：モユクサッポロ3階。店舗面積約727.27m2。2023年9月29日開店。2代目・札幌ロフトの後継店舗。
- アリオ札幌ロフト（札幌市東区）◇：アリオ札幌1階。店舗面積約783.47m2。2021年3月26日開店。2代目・札幌ロフトの支店扱いで、旧・西武札幌ロフト館の売り場面積の一部を移転させた扱いの店舗。
- 新さっぽろロフト（札幌市厚別区）：BiVi新さっぽろ3階。店舗面積約733m2。2023年11月30日開店。
- 旭川ロフト（旭川市）：イオンモール旭川駅前2階。店舗面積約775.5m2。2023年3月31日開店。2代目である（旭川には一度出店していたが西武旭川店の閉店と連動し2016年に閉店している）。
- 函館ロフト（函館市）：シエスタハコダテ地下1階。店舗面積約593m2。2025年4月22日開店。
- 帯広ロフト（帯広市）：フレスポスズランプラザ（旧・イトーヨーカドー帯広店）1階。店舗面積約717m2。2025年7月4日開店。

#### 青森県
- 五所川原ロフト（五所川原市）：ELM1階。店舗面積約810m2。2025年5月2日開店。

#### 秋田県
- 秋田ロフト（秋田市）◇：フォンテAKITA2階。2011年2月24日開店。

#### 岩手県
- 盛岡ロフト（盛岡市）◇：パルクアベニュー・カワトク6階。店舗面積720m2[7]。2012年3月8日開店[8][9]。

#### 宮城県
- 仙台ロフト（仙台市青葉区）◎：仙台駅前開発ビルの核店舗。旧ams西武。
- 仙台長町ロフト（仙台市太白区）◇：三井ショッピングパーク ララガーデン長町2階。
- 名取ロフト（名取市）：イオンモール名取2階。店舗面積約985m2。2025年6月27日開店。

#### 福島県
- 郡山ロフト（郡山市）：西部プラザ内ヨークパーク（旧・イトーヨーカドー郡山店）2階。店舗面積約773m2。2025年3月14日開店。

### 関東

#### 茨城県
- 水戸ロフト（水戸市）◇：京成百貨店8階。
- つくばロフト（つくば市）◇：トナリエつくばスクエア（旧・つくばクレオスクエア）Q't3階。
- イーアスつくばロフト（つくば市）：iiasつくば1階。店舗面積約1,023m2。2024年8月16日開店。

#### 栃木県
- 宇都宮ロフト（宇都宮市）◇：福田屋ショッピングプラザ宇都宮店2階。2016年3月23日開店。
- 宇都宮インターパークロフト（宇都宮市）○：FKDショッピングモール宇都宮インターパーク店2階。2015年5月21日開店。店舗面積約545m2[10]。

#### 群馬県
- 前橋ロフト（前橋市）◇ : けやきウォーク前橋1階[11]。2019年3月15日開店。
- 伊勢崎ロフト（伊勢崎市）◇：スマーク伊勢崎1階。2021年9月3日開店。店舗面積約829.7m2。

#### 埼玉県
- 大宮ロフト（さいたま市大宮区）：そごう大宮店8階。2003年9月13日開店。開店当初は「そごう大宮ロフト」という名称だった。旧・「大宮ロフト」を承継する形で2013年4月26日改称・拡張。更に9月1日にも店舗拡張を行った。
- さいたま新都心ロフト（さいたま市大宮区）○：コクーンシティ・「コクーン1」北館2階。2015年4月21日に店舗の拡張を行った。
- 浦和ロフト（さいたま市浦和区）○：浦和パルコ3階。
- 川越ロフト（川越市）◇：ルミネ川越3階。かつてはクレアモールの丸広百貨店川越店別館「アネックスA」（長崎屋川越店跡）にあった。
- 所沢ロフト（所沢市）◇：西武所沢S.C.5階。
- 新三郷ロフト（三郷市）：ららぽーと新三郷1階。
- 川口ロフト（川口市）◇：そごう川口店内にあったが、そごうの閉鎖に伴い2021年2月末日に閉店し、同年4月23日にアリオ川口2階に移転。
- 鷲宮ロフト（久喜市）◇：アリオ鷲宮1階。2012年11月22日開店。
- 上尾ロフト（上尾市）◇：アリオ上尾1階。2013年6月29日開店。
- 深谷ロフト（深谷市）：アリオ深谷2階。店舗面積約776.86m2。2022年6月24日開店。
- ロフト和光店（和光市）：イトーヨーカドー和光店2階。2024年8月30日開店。

#### 東京都

##### 23区
- 渋谷ロフト（渋谷区）◎：西武渋谷店ロフト館。
- MoMA Design Store 渋谷ロフト（渋谷区）：渋谷ロフト1階
- MoMA Design Store 表参道（渋谷区・表参道）○：GYRE3階。MoMA旗艦店舗日本1号店。
- 池袋ロフト（豊島区）◎：ヨドバシHD池袋ビル（旧・西武池袋本店本館南ゾーン）9階 - 12階。
- MoMA Design Store 池袋ロフト（豊島区）：池袋ロフト9階
- 池袋サンシャインシティロフト（豊島区）○：サンシャインシティアルパ1階（書店跡地）。2017年9月29日に2階から1階に移転。
- 大塚ロフト（豊島区）○：アトレヴィ大塚3階。2013年9月12日、セルフ&シェルフ店舗として開店。2015年3月1日通常店に業態変更。
- 後楽園ロフト 東京ドームシティラクーア店（文京区）○：ラクーア3階。2013年4月30日、セルフ&シェルフ店舗として開店。2018年2月2日通常店に業態変更。店舗面積119m2だったが、2023年5月26日に215m2に増床リニューアル。
- コスメロフト グランスタ東京店（千代田区）：グランスタ東京地下1階。2022年3月4日開店。
- 銀座ロフト（中央区）◎：銀座ベルビア館1階 - 5階。2017年6月23日開店。2019年4月26日に増床リニューアル。有楽町ロフトの後継店舗。
- MoMA Design Store 銀座ロフト（中央区）：銀座ロフト3階
- 大井町ロフト（品川区）○：アトレ大井町4階。
- 二子玉川ロフト（世田谷区）：二子玉川ライズDogwood Plaza5・6階。
- 経堂ロフト（世田谷区）○：経堂コルティ2階。
- 上野ロフト（台東区）◇：上野マルイ5階。
- 北砂ロフト（江東区）◇：アリオ北砂2階。
- ロフト木場店（江東区）◇：イトーヨーカドー木場店1階。2013年11月15日開店。
- 亀戸ロフト（江東区）○：アトレ亀戸3階。2020年3月13日開店。
- 有明ロフト（江東区）：ショッピングシティ 有明ガーデン2階。店舗面積約634m2。2025年3月7日開店。
- 亀有ロフト（葛飾区）◇：アリオ亀有2階。2012年4月20日開店。
- 東京ソラマチロフト（墨田区）○：東京スカイツリータウン内東京ソラマチイーストヤード3階。2012年5月22日開店。
- 錦糸町ロフト（墨田区）○：錦糸町パルコ6階。2019年3月16日開店。
- ロフト大森店（大田区）◇：イトーヨーカドー大森店3階。2012年7月4日開店。
- ロフト葛西店（江戸川区）◇：アリオ葛西（旧・イトーヨーカドー葛西店）1階。2017年10月27日開店。
- 高田馬場ロフト（新宿区）○：BIG BOX 高田馬場2階。2019年4月12日開店。
- 北千住ロフト（足立区）○：ルミネ北千住5階。店舗面積約262.8m2。2020年10月9日開店。
- 大泉学園ロフト（練馬区）○：グランエミオ大泉学園2階。店舗面積約314m2。2023年9月8日開店。
- 小豆沢ロフト（板橋区）○：セブンタウン小豆沢内。店舗面積約491m2。2024年4月12日開店。初のロードサイド型店舗。

##### 多摩
- 吉祥寺ロフト（武蔵野市）◎：いなりやビル（旧・ミドリヤ吉祥寺店→西武スポーツ吉祥寺）1階 - 5階。
- 武蔵境ロフト（武蔵野市・境南町）◇：イトーヨーカドー武蔵境店西館1階。2015年3月26日開店[広報 3]。
- 国分寺ロフト（国分寺市）○：セレオ国分寺7階。
- ルミネ立川ロフト（立川市）○：ルミネ立川店内に「立川ロフト」として2007年4月27日開店。2012年8月30日に大型店の新しい立川ロフトが開店したのに伴い店舗名が変更された。2019年4月5日に7階から6階に移転。
- 八王子ロフト（八王子市）◇：セレオ八王子北館6階。2012年10月25日開店。
- ロフト南大沢店（八王子市・南大沢）○：イトーヨーカドー南大沢店1階。2014年10月10日開店。
- 町田ロフト（町田市）：町田モディ5・6階。2016年4月29日開店。
- コスメロフト nonowa国立店（国立市）：nonowa国立EAST内。2020年6月27日開店。コスメロフト3号店。
- コスメロフト nonowa武蔵小金井店（小金井市）：nonowa武蔵小金井EAST内。2022年7月13日開店。
- ロフト国領店（調布市）：イトーヨーカドー国領店3階。2024年5月17日開店。
- ロフト東久留米店（東久留米市）：イトーヨーカドー東久留米店3階。2024年7月5日開店。
- 昭島ロフト（昭島市）：モリタウン東館1階。店舗面積約669m2。2025年7月18日開店。

#### 千葉県
- 千葉ロフト（千葉市中央区）◎：そごう千葉店8階。
- 蘇我ロフト（千葉市中央区）：アリオ蘇我1階。店舗面積約768m2。2024年4月19日開店。
- ロフト幕張店（千葉市花見川区）○：イトーヨーカドー幕張店2階。2022年7月6日開店。
- 流山ロフト（流山市）◇：流山おおたかの森 S・C2階。
- 市原ロフト（市原市）◇：アリオ市原1階。2013年11月28日開店。
- 柏沼南ロフト（柏市）◇：セブンパーク アリオ柏2階。2016年4月25日開店。
- 船橋ロフト（船橋市）：イトーヨーカドー船橋店西館2階。店舗面積約944m2。2018年11月2日開店。旧・船橋ロフト閉店から約8か月ぶりに再進出する2代目店舗で、暫くは「NEW船橋ロフト」と通称される。
- ロフト四街道店（四街道市）○：イトーヨーカドー四街道店1階。2018年11月15日開店。
- 松戸ロフト（松戸市）：テラスモール松戸1階。2019年10月25日開店。
- コスメロフト イクスピアリ店（浦安市）：イクスピアリ2階。2020年6月1日開店。コスメロフト2号店。
- 市川ロフト（市川市）：ニッケコルトンプラザセンターモール2階。店舗面積約684.46m2。2022年10月22日開店[12][13]。

#### 神奈川県
- 横浜ロフト（横浜市西区・横浜駅前）◎：そごう横浜店7階。
- 東戸塚ロフト（横浜市戸塚区）◇ : 西武東戸塚S.C.モール館5階。2代目である。
- 横浜港北ロフト（横浜市港北区）◇ : トレッサ横浜南棟2階。
- 新横浜ロフト（横浜市港北区）◇：キュービックプラザ新横浜7階。店舗面積540m2。
- コスメロフト シァル鶴見店（横浜市鶴見区）：CIAL鶴見4階。2023年5月2日開店。
- 上大岡ロフト（横浜市港南区）：京急百貨店3階。店舗面積約945m2。2024年3月8日開店。
- ロフト立場店（横浜市泉区）：イトーヨーカドー立場店3階。2024年5月31日開店。
- 川崎ロフト（川崎市幸区）：ラゾーナ川崎プラザEast3階。
- 武蔵小杉ロフト（川崎市中原区）◇：グランツリー武蔵小杉3階。2014年11月22日開店。
- 橋本ロフト（相模原市緑区）◇：アリオ橋本1階。
- ロフト古淵店（相模原市南区）◇：イトーヨーカドー古淵店2階。2015年4月24日開店[広報 4][14]。
- 小田原ロフト（小田原市）◇：ダイナシティウエスト（旧・ロビンソン小田原店→西武小田原店）3階。2011年9月16日開店。
- 辻堂ロフト（藤沢市）◇：テラスモール湘南3階。2011年11月11日開店。
- ロフト大和鶴間店（大和市）◇：イトーヨーカドー大和鶴間店2階。2012年10月12日開店。
- 海老名ロフト（海老名市）◇：ららぽーと海老名1階。2015年10月29日開店。
- 横須賀ロフト（横須賀市）：横須賀モアーズシティ3階。2020年3月6日開店。
- コスメロフト 本厚木ミロード店（厚木市）：本厚木ミロード1 1階。2022年3月18日開店。
- 平塚ロフト（平塚市）：ラスカ平塚3階。店舗面積約840m2。2024年11月29日開店[15]。

### 中部

#### 新潟県
- 新潟ロフト（新潟市中央区・万代シテイ）◇：LoveLa万代5階。2007年開店。
- 長岡ロフト（長岡市）：CoCoLo長岡2階。店舗面積約570m2。2023年11月23日開店。

#### 富山県
- 富山ロフト（富山市）◇：フューチャーシティ・ファボーレ本館1階。店舗面積約958.7m2[16]。2019年10月19日開店。
- マルート富山ロフト（富山市）：マルート3階。店舗面積約741.74m2。2022年3月18日開店。

#### 石川県
- 金沢ロフト（金沢市）◇：金沢フォーラス5階。店舗面積約579m2。2021年7月2日までは片町きらら3階（2015年9月18日開店。店舗面積1,221m2[17]）にあったが、片町きららとの契約期間満了に伴い、同年10月8日に現在の施設に移転した。

#### 福井県
- 福井ロフト（福井市）◇：西武福井店6階。2021年2月28日までは西武福井店の新館にあったが、新館の閉鎖に伴い同年3月12日に本館6階に移転[18]。

#### 静岡県
- 静岡パルコロフト（静岡市葵区・静岡市街）◇：静岡パルコ8階[注釈 1]。
- 浜松ロフト（浜松市中央区・浜松市街）◇：JR浜松駅ビル「メイワン」6階。店舗面積約1,000m2。
- ロフト三島店（三島市）◇：イトーヨーカドー三島店2階。2015年9月4日開店。
- 沼津ロフト（沼津市）：ららぽーと沼津1階。2019年10月4日開店。

#### 山梨県
- 甲府昭和ロフト（中巨摩郡昭和町）◇：イトーヨーカドー甲府昭和店1階。2012年9月28日開店。

#### 長野県
- 上田ロフト（上田市）◇：アリオ上田1階。
- 松本ロフト（松本市）○：イオンモール松本空庭1階。店舗面積約274m2。2024年6月14日開店。南松本ロフトの後継店舗で、松本ロフトとしても2代目である。

#### 岐阜県
- 岐阜ロフト（岐阜市・岐阜市街）：名鉄長住町ビル（名鉄岐阜駅駅ビル）内。名鉄生活創研によるフランチャイズ店。
- カラフルタウン岐阜ロフト（岐阜市・柳津町）：カラフルタウン岐阜1階。店舗面積約902.5m2。2021年5月28日開店。
- モレラ岐阜ロフト（本巣市）：モレラ岐阜1階。店舗面積約776.8m2。2024年8月9日開店。

#### 愛知県
- 栄ロフト（名古屋市中区）：SAKAE NOVA内。店舗面積約2,629m2（増床後）。2021年11月26日開店。当初は3階 - 5階への展開だったが2022年7月16日に6階にも増床した。名鉄生活創研によるフランチャイズ店。
- 名駅ロフト（名古屋市中村区）◇：名鉄百貨店メンズ館5階。2015年4月17日開店。名鉄生活創研によるフランチャイズ店。
- 名古屋みなとロフト（名古屋市港区）◇：ららぽーと名古屋みなとアクルス1階。店舗面積約1,283m2。2018年9月28日開店。名古屋市内では初めての直営店。
- 星が丘ロフト（名古屋市千種区）：星が丘テラスEAST2・3階。店舗面積約633m2。2022年11月25日開店。名鉄生活創研によるフランチャイズ店。
- 岡崎ロフト（岡崎市）◇：イオンモール岡崎内の西武岡崎店4階にあったが、西武の閉鎖に伴い2020年8月31日に閉店し、同年9月18日から2021年3月14日までの仮店舗営業（同モール・ウエストアベニュー1階）を経て、2021年4月16日に同モール東棟（西武跡地）4階に本移転。店舗面積約1,064.4m2。
- 東郷ロフト（愛知郡東郷町）：ららぽーと愛知東郷1階。店舗面積約1,060m2。2020年9月14日開店。
- 春日井ロフト（春日井市）：iias春日井2階。店舗面積約784.69m2。2022年3月11日開店。
- 安城ロフト（安城市）：ららぽーと安城1階。店舗面積約813.1m2。2025年4月18日開店。

#### 三重県
- 鈴鹿ロフト（鈴鹿市）：イオンモール鈴鹿1階。店舗面積約890m2。2024年7月26日開店。

### 近畿

#### 滋賀県
- 草津ロフト（草津市）：エイスクエア内アル・プラザ草津2階。店舗面積約888.44m2。2023年4月21日開店。
- 彦根ロフト（彦根市）：ビバシティ彦根1階。店舗面積約836.364m2。2023年10月27日開店。
- 水口ロフト（甲賀市）：アル・プラザ水口1階。店舗面積約826m2。2024年11月1日開店。

#### 奈良県
- 生駒ロフト（生駒市）：近鉄百貨店生駒店5階。店舗面積791.70m2。2018年3月16日開店[19]。
- 橿原ロフト（橿原市）：イオンモール橿原2階。店舗面積約965m2。2025年6月6日開店。

#### 京都府
- 京都ロフト（京都市中京区）◎：ミーナ京都4階 - 6階。2010年8月6日に河原町ビブレから移転。
- MoMA Design Store 京都（京都市中京区）○：ミーナ京都1階。2017年5月19日開店。
- 洛北ロフト（京都市左京区）◇：洛北阪急スクエア1階。店舗面積約843m2。2020年3月20日開店。
- 山科ロフト（京都市山科区）：ラクト山科ショッピングセンター4階。店舗面積約511m2。2024年10月11日開店。

#### 大阪府
- 梅田ロフト（大阪市北区）◎：旧店舗は茶屋町再開発の一環として毎日放送本社と隣接。店舗改装を行い、2011年10月5日にリニューアルオープン。東京テアトル系列のミニシアター「テアトル梅田」が2022年9月30日まで併設していた。2025年4月30日を以て茶屋町での営業を終了し、同年5月21日に阪神百貨店梅田本店6階に移転。新店舗の店舗面積は約2,222m2。
- ルクア大阪ロフト（大阪市北区）◇：LUCUA9階。当初は小型店だったが、2015年9月14日に店舗面積を従来の約3倍に拡大しリニューアル。
- なんばロフト（大阪市中央区）◇：なんばパークス5階。2022年10月10日までは難波センタービル（無印良品難波）3・4階（2014年3月1日開店）にあったが、同年11月18日に現在の施設に移転している。
- MoMA Design Store 心斎橋（大阪市中央区）：大丸心斎橋店新本館4階。
- あべのロフト（大阪市阿倍野区）：あべのハルカス近鉄本店ウイング館7階。店舗面積約1,122.88m2。かつては阿倍野近鉄百貨店別館Hoop内にあったが、その後複合商業施設「and」1階 - 3階に移転。2024年6月16日にandでの営業を終了し、同年7月12日に現在の施設に再移転した。
- 天王寺MIOロフト（大阪市天王寺区）○：天王寺ミオプラザ館3階。2017年3月8日開店。
- 堺ロフト （堺市西区）◇：アリオ鳳1階。
- 八尾ロフト（八尾市）◇：LINOAS（旧・西武八尾店）5階。
- 高槻ロフト（高槻市）◇：高槻阪急スクエア（旧・高槻オーロラモール（西武高槻店））3階。
- くずはロフト（枚方市）◇：京阪百貨店くずはモール店2階。
- 大阪和泉ロフト（和泉市）◇：ららぽーと和泉4階。2014年10月30日開店。
- 千里バンパクロフト（吹田市）：ららぽーとEXPOCITY1階。2015年11月19日開店。
- 松原ロフト（松原市）：セブンパーク天美1階。店舗面積約1,002.5m2。2021年11月17日開店。
- 門真ロフト（門真市）：ららぽーと門真1階。店舗面積約782.5m2。2023年4月17日開店。

#### 兵庫県
- 神戸ロフト（神戸市中央区）：神戸阪急（旧・そごう神戸店）新館内。複数階で営業していたが2022年4月1日に4階に集約しリニューアル。2代目である（1992年から1994年に神戸ハーバーランド内の神戸西武にもあったため）。
- 名谷ロフト（神戸市須磨区）○：tete名谷南ゾーン2階。店舗面積約198m2。2025年3月18日開店。
- 西宮ロフト（西宮市）：阪急西宮ガーデンズ本館2階東モール。店舗面積1,690m2。
- 甲子園ロフト（西宮市）：ららぽーと甲子園イーストエリア2階。店舗面積約1,244.8m2。2023年4月7日開店。
- 姫路ロフト（姫路市）◇：山陽百貨店西館5階。
- 加古川ロフト（加古川市）：アリオ加古川1階。店舗面積約727.27m2。2022年3月25日開店。
- つかしんロフト（尼崎市）：グンゼタウンセンター つかしん ひがしまち南館2階。店舗面積約840.87m2。2023年4月14日開店。
- 川西ロフト（川西市）：川西阪急スクエア1階。店舗面積約694m2。2025年6月13日開店。

### 中国・四国

#### 岡山県
- 岡山ロフト（岡山市北区）：元々は岡山LOTZ内にあったが、ビルの老朽化により2022年2月28日で閉館。同年3月5日に天満屋岡山本店5階に移転オープン[20]。天満屋によるフランチャイズ店。
- 岡南ロフト（岡山市南区）◇：天満屋ハピータウン岡南店1階。2022年4月28日開店。天満屋によるフランチャイズ店[21]。
- 倉敷ロフト（倉敷市）◇：天満屋倉敷店4階にあった旧・倉敷ロフトと、アリオ倉敷1階にあったロフトアリオ倉敷ショップを統合し、アリオ倉敷2階に2018年4月20日開店。天満屋フランチャイズ店から直営店に移行。
- 津山ロフト（津山市）◇： アルネ・津山内の天満屋津山店2階。2016年6月23日開店。天満屋によるフランチャイズ店。

#### 鳥取県
- 鳥取ロフト（鳥取市）：丸由百貨店（旧・鳥取大丸）3階。2023年9月1日開店。天満屋によるフランチャイズ店[22]。
- 米子ロフト（米子市）◇：米子しんまち天満屋4階。天満屋によるフランチャイズ店。

#### 広島県
- 広島ロフト（広島市中区）◇：そごう広島店新館8階（店舗面積約2,026.45m2）にあったが、そごう新館の閉鎖に伴い2023年8月31日に閉店し、同年10月6日にアクア広島センター街5階に移転。新店舗の店舗面積は約1,084.3m2。[23]
- 福山ロフト（福山市）○：天満屋福山店7階。2013年5月28日、旧福山LOTZ内から移転。天満屋によるフランチャイズ店。
- 福山ポートプラザロフト（福山市）◇：ハピータウンポートプラザ店2階。2016年7月15日開店。天満屋によるフランチャイズ店。
- 廿日市ロフト（廿日市市）◇：ゆめタウン廿日市2階。2015年6月11日開店。

#### 徳島県
- 徳島ロフト（徳島市）◇：アミコ東館（旧・そごう徳島店）1階（旧サブ催事フロア）。2010年10月28日開店。開店に伴い同店の催事フロアは4階フロアのほぼ半分（旧メイン催事フロア→現催事フロア）に集約。店舗面積約890m2[24]。2022年5月29日まで同ビル8階で営業していたが、同年6月30日に1階に移転。
- ゆめタウン徳島ロフト（板野郡藍住町）◇：ゆめタウン徳島1階。店舗面積966.9m2[広報 5]。2018年4月13日開店[広報 6]。

#### 香川県
- 高松ロフト（高松市）◇：丸亀町グリーン西館3階（セリア跡）。2015年7月24日開店[広報 7]。高松ロフトとしては3代目となる（#閉店店舗参照）。天満屋によるフランチャイズ店。
- 高松オルネロフト（高松市）：TAKAMATSU ORNE北館2階。2024年9月6日開店。天満屋によるフランチャイズ店。

#### 愛媛県
- 松山ロフト（伊予郡松前町）◇：エミフルMASAKI1階。店舗面積957m2[25]。2014年3月20日開店。

### 九州・沖縄

#### 福岡県
- 天神ロフト（福岡市中央区）：天神ロフトビル内（旧・ジークス天神。店舗面積約5,500m2。2007年11月開店）にあったが契約期間満了に伴い2023年3月12日に閉店し、同年4月28日に新装オープンしたミーナ天神4階に移転。新店舗の店舗面積は約2,254m2。[26]
- ららぽーと福岡ロフト（福岡市博多区）：ららぽーと福岡2階。店舗面積約1,027.16m2。2022年4月25日開店。
- 小倉ロフト（北九州市小倉北区）：セントシティ（旧・コレット）6階。店舗面積約1,400m2。無印良品と同フロアに2009年3月同時開店。
- 久留米ロフト（久留米市）：ゆめタウン久留米2階。店舗面積約905.52m2。2022年5月20日開店。

#### 佐賀県
- 佐賀ロフト（佐賀市）◇：ゆめタウン佐賀新館1階。2016年11月22日開店[広報 8]。

#### 長崎県
- 長崎ロフト（長崎市）：ゆめタウン夢彩都1階。店舗面積約829.56m2。2022年11月11日開店。

#### 大分県
- 大分ロフト（大分市）◇：トキハわさだタウン2階。店舗面積941m2[27]。2014年3月14日開店[27]。2代目である。
- 別府ロフト（別府市）：トキハ別府店東館2階。店舗面積約763m2。2024年10月4日開店。

#### 熊本県
- ゆめタウンはませんロフト（熊本市南区）◇：ゆめタウンはません3階。店舗面積1,199m2。2018年3月1日開店[28]。
- ゆめタウン光の森ロフト（菊池郡菊陽町）◇：ゆめタウン光の森南館1階。2019年6月27日開店[広報 9]。

#### 宮崎県
- 宮崎ロフト（宮崎市）：イオンモール宮崎2階。店舗面積1,028m2。2021年3月5日開店[29]。

#### 鹿児島県
- 鹿児島ロフト（鹿児島市）◇：マルヤガーデンズ3階。店舗面積約1,800m2。2016年4月1日開店。

#### 沖縄県
- ライカムロフト（中頭郡北中城村）：イオンモール沖縄ライカム1階。店舗面積約950m2。2020年6月12日開店[30]。
- 豊崎ロフト（豊見城市）：iias沖縄豊崎3階。店舗面積約840m2。2020年6月19日開店[30]。 元々は4月23日開店予定だったが[31][32]、施設自体の開業延期に伴い、上記ライカムロフトの開店のほうが先となった。

### 海外

#### 中国
- 徐家匯ロフト（上海市徐匯区）：美羅城（メトロシティ）2階。店舗面積938m2。2020年7月24日開店。海外初の直営店。
- 曲阜路ロフト（上海市静安区）：上海大悦城（ダーユエチェン）3階。店舗面積591m2。2021年5月15日開店。
- 興業太古匯ロフト（上海市静安区）：興業太古匯（シンシエタイグーホイ）ショッピングモール内。店舗面積約253m2。2025年5月16日開店。
- 虹橋南豊城ロフト（上海市・虹橋エリア）：南豊城ショッピングセンター南館L2階。店舗面積約600m2。2024年12月6日開店。
- 双楠ロフト（四川省成都市）：成都伊藤洋華堂（イトーヨーカドー）双楠店2階。店舗面積643m2。2021年1月29日開店。2024年4月6日、3階に移転。移転後の店舗面積は134m2。海外直営店2店舗目。
- 建設路ロフト（四川省成都市）：成都伊藤洋華堂建設路店1階。店舗面積354m2。2024年4月29日開店。

#### タイ
- バンコクロフト：サイアムディスカバリー店、アイコンサイアム店。そごう・西武を介してのライセンス契約によりサイアム・ピワット（Siam Piwat）が経営。

### 開店予定の店舗
- 神辺ロフト（広島県福山市）：フジグラン神辺2階。2025年9月中旬開店予定。天満屋によるフランチャイズ店。
- 小松ロフト（石川県小松市）：アル・プラザ小松1階。店舗面積約861m2。2025年10月下旬開店予定。
- 新宿ロフト（東京都新宿区）：新宿マルイ本館3階。店舗面積1,282m2。2025年11月中旬開店予定。新宿ミロードロフトの後継店舗で、新宿ロフトとしても2代目である。

### 閉店店舗

#### 国内

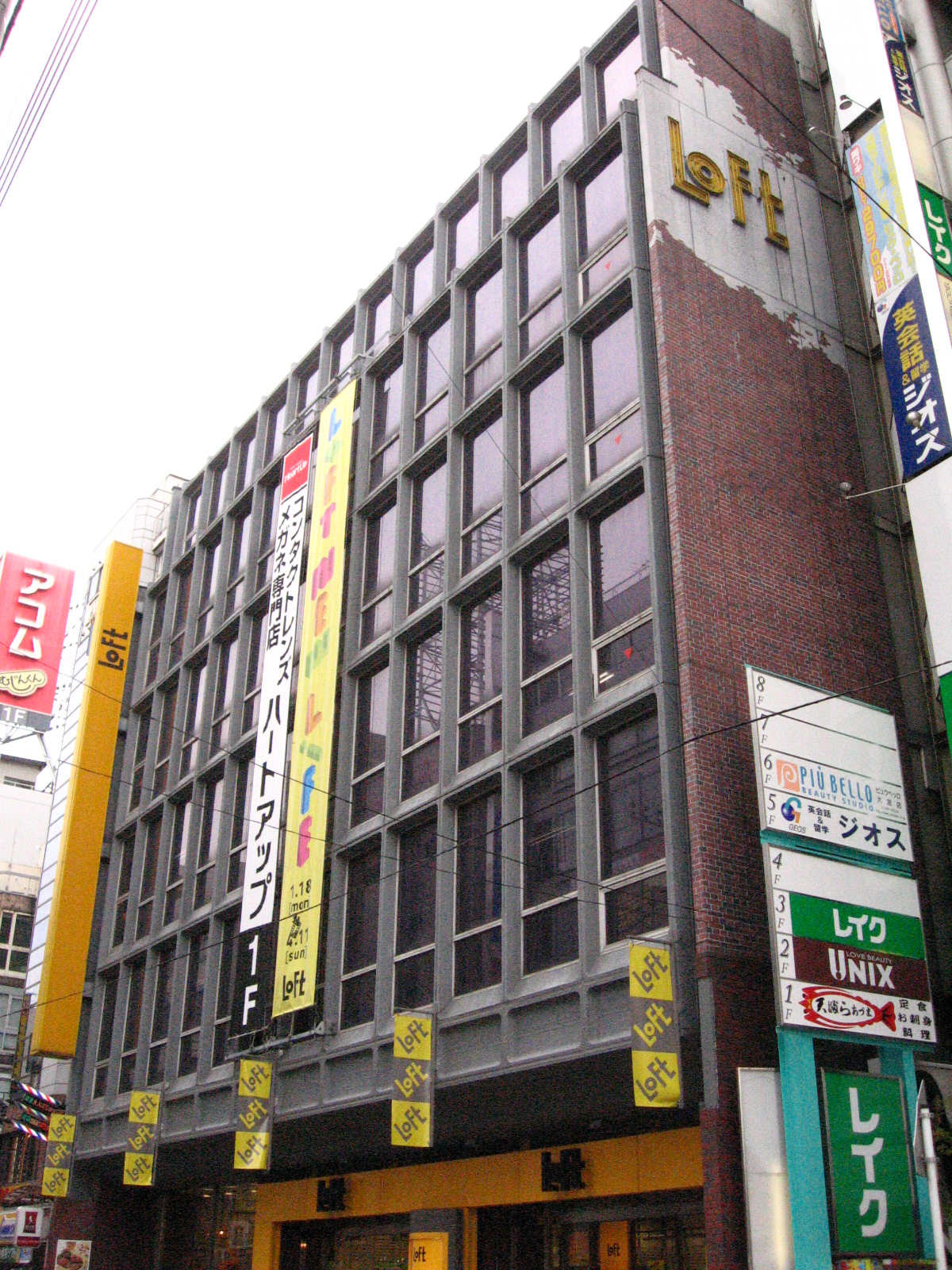
旧・大宮ロフト

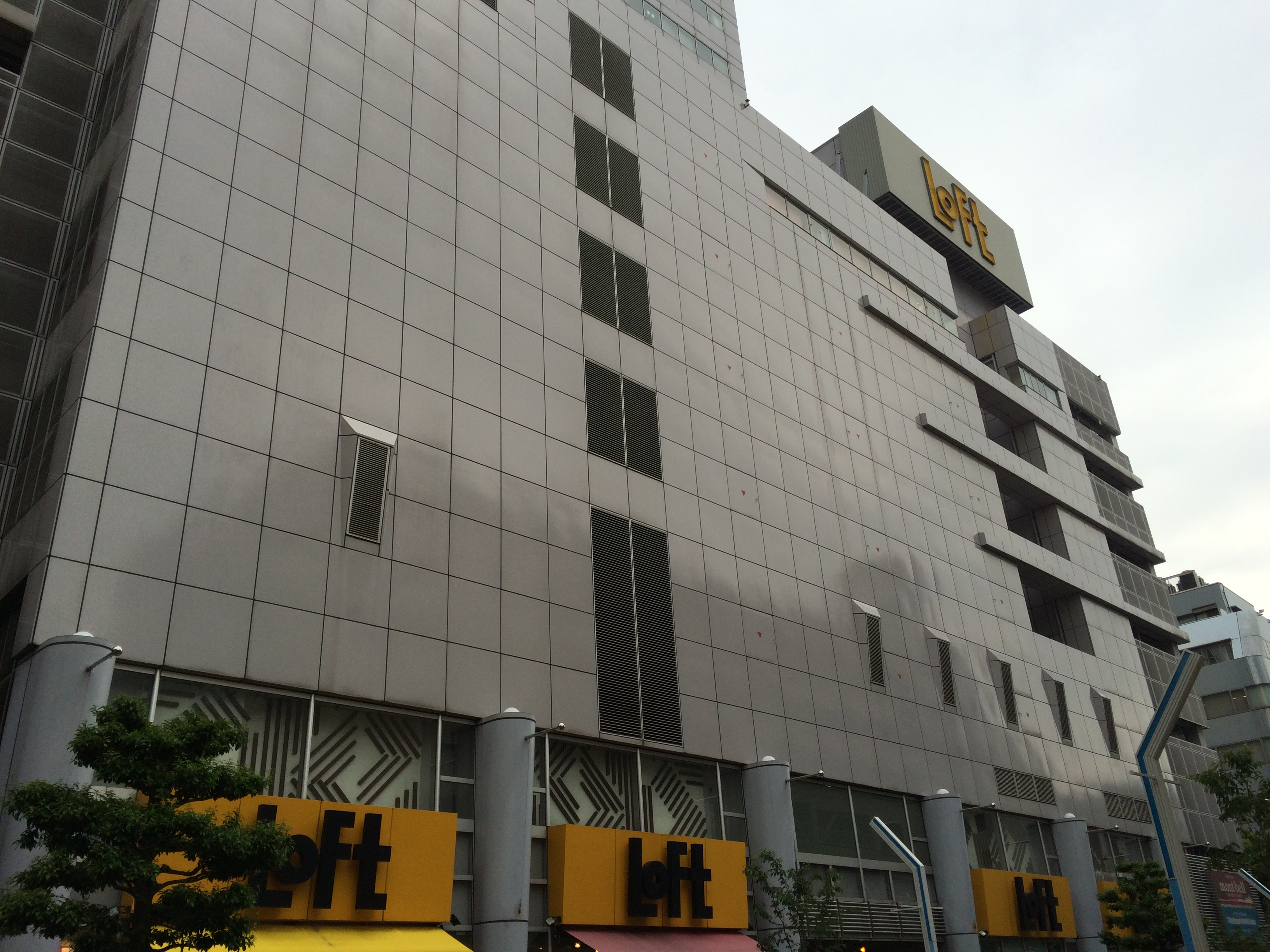
旧・ロフト名古屋が入っていたナディアパークビジネスセンタービル

- 旧・東戸塚ロフト（横浜市戸塚区）◇：オーロラモールアネックス6階。1999年10月オーロラシティ開業と同時にインテリアも扱う中型店として出店。2002年に一旦閉店したが2008年オーロラモール5階に移転・再オープン。
- 旧・新宿ロフト（東京都新宿区）◎：新宿三越アルコット4階 - 6階。2004年10月開店。2007年1月14日閉店。
- 初代・札幌ロフト（札幌市中央区）◎：西武札幌店ロフト館地下2階 - 地上4階。2009年9月30日に西武が閉鎖したことに伴い、2009年12月31日に営業終了し、札幌エスタ内の2代目店舗へ移転。
- 旧・大分ロフト（大分県大分市）◇：大分パルコ地下1階。パルコの閉鎖に伴い、2011年1月31日閉店。→2014年3月14日 トキハわさだタウン2階に開店[27]。
- 心斎橋ロフト（大阪市中央区）◎：心斎橋パルコ内。パルコの建て替えに伴い、2011年8月31日閉店。
- イムズロフト（福岡市中央区）○：イムズ内。店舗面積314m2。2012年2月17日閉店。
- 旧・大宮ロフト（さいたま市大宮区）◎：西武百貨店大宮店跡地。1998年6月28日開店→2013年4月24日閉店。地下1階には無印良品（2013年2月28日閉店）、2階の一部にはABCクッキングスタジオ、5階の一部にはH.I.S.・ヴィレッジヴァンガード、6階にはHMV・島村楽器（2013年4月21日閉店）、8階の全部および7階の一部にはジュンク堂書店、7階の一部にはムラサキスポーツが出店していた。2013年1月12日に「建物の老朽化のため、早ければ2013年3月末に閉店する予定」[33] と報じられ、2013年2月1日に「2013年4月24日に営業終了」と発表した。閉店後は、そごう大宮店へ移転させ「そごう大宮ロフト」と統合。そごうの一部を改装して店舗の拡張を行い「2013年4月26日に移転オープンする」と2013年3月25日に発表した。なお、入居していた店舗のうち、H.I.S.は4月25日・HMVは6月28日にアルシェに、無印良品は5月30日にそごう大宮店に、島村楽器は4月28日に付近の雑居ビルに、ABCクッキングスタジオは5月8日・ジュンク堂書店は6月21日に高島屋大宮店に移転し、ヴィレッジヴァンガード・ムラサキスポーツは近隣の店舗に業務を継承させた。また、旧店舗については浜友観光（現・浜友A.L.）に売却し、2014年6月27日に複合商業施設「大宮RAKUUN（ラクーン）」としてリニューアルオープンした。H.I.S.はその後、「RAKUUN」に店舗を2014年12月11日にオープンした（事実上の再オープン）。また、島村楽器も「RAKUUN」に店舗を2015年7月4日にオープンしたが、旧・大宮ロフト時代に店舗を構えた場所に戻る形になった。なお、ムラサキスポーツは大宮OPAに店舗を2015年4月4日にオープンしたが、2017年1月29日にOPAの閉店により再び閉店となり、同年4月21日にコクーンシティ・コクーン2に新業態の店舗「ムラサキスポーツ KIDS&FAMILY」をオープンさせている。ABCクッキングスタジオは、2018年9月30日に高島屋の教室を閉鎖した後、同年1月8日に一旦閉鎖して9月13日に再開したルミネ大宮の教室（ルミネ大宮1からルミネ大宮2西口別館に移転）へ統合された。無印良品はそごう大宮店での営業を2019年2月15日に終了して、同年3月15日に丸井大宮店へ移転した。
- 旧・福山ロフト（広島県福山市）◇：福山LOTZ6階。天満屋によるフランチャイズ店。LOTZの閉鎖に伴い2013年4月24日閉店。
- 初代・高松ロフト（香川県高松市）○：高松天満屋8階。高松天満屋によるフランチャイズ店。天満屋の閉鎖に伴い、2014年3月31日閉店。
- ロフトイトーヨーカドー川崎店（川崎市川崎区）◇：イトーヨーカドー川崎店1階。開店当初は『tanosia(タノシア)エスパ川崎店』という名称だったが、その後「ロフトエスパ川崎店」に名称変更。2012年2月28日の「エスパ」看板消滅に伴い再度店舗名が変更された。2015年2月22日閉店。
- 2代目・高松ロフト（香川県高松市）◇：コトデン瓦町ビル2階。2014年7月10日開店。あくまでも仮店舗のため、同ビルの3 - 7階の改装完了後は別のフロアに移転する予定であった。また、営業再開時の経営形態（直営化かFCか）については明らかになっていない。旧店舗で行われていた駐車場の割引サービスは行っていない。2015年3月15日現店舗での営業を終了。
- LOFT &（東京都渋谷区）◇：西武渋谷店モヴィーダ館6・7階。2013年11月29日開店。コラボなどの新しい提案を行う新業態店。2015年8月31日を以て現店舗は閉店し、9月中旬に渋谷ロフト内に移転・統合された。
- 春日部ロフト（埼玉県春日部市）◇：西武春日部店（旧・ロビンソン春日部店）内。西武の閉鎖に伴い2016年2月29日閉店。
- 旧・旭川ロフト（北海道旭川市）◇：西武旭川店B館内。西武の閉鎖に伴い2016年9月30日に閉店したが、2023年3月31日にイオンモール旭川駅前2階に再オープン。
- 有楽町ロフト（東京都千代田区）◎：有楽町インフォス1階（ビックカメラ有楽町店テレビ館跡地）。2011年9月1日開店。銀座ロフトへの移転に伴い2017年6月11日閉店。
- 旧・松本ロフト（長野県松本市）◇：アリオ松本6階。2011年12月16日開店。アリオの閉鎖に伴い2017年9月10日閉店。南松本ロフトが後継店舗となる。
- 奈良ロフト（奈良県奈良市）◇：イトーヨーカドー奈良店内。店舗面積1,650m2。イトーヨーカドーの閉鎖に伴い2017年9月10日閉店。
- ロフトアリオ倉敷ショップ（岡山県倉敷市）○：アリオ倉敷1階。2015年3月6日開店[広報 10]。同じアリオ倉敷内に新しい倉敷ロフトが開店するのに伴い2018年1月31日閉店。
- 旧・船橋ロフト（千葉県船橋市）◎：西武船橋店ロフト館。西武の閉鎖に伴い2018年2月28日に閉店したが、同年11月2日にイトーヨーカドー船橋店西館2階に再オープン。
- 旧・倉敷ロフト（岡山県倉敷市）◇： 天満屋倉敷店4階。天満屋によるフランチャイズ店。アリオ倉敷への移転に伴い2018年4月1日閉店。
- 相模大野ロフト（相模原市南区）◇：ボーノ相模大野3階。2013年3月15日開店。2019年2月20日閉店。
- 立川ロフト（東京都立川市）◎：JR立川駅北口に2012年8月30日開店。ルミネ立川ロフトと区別するために暫くは「新・立川ロフト」と通称されていた。2019年5月26日閉店。
- 大津ロフト（滋賀県大津市）◇：西武大津店内。西武の閉鎖に伴い2020年8月31日閉店。
- MoMA Design Store 神戸ロフト（神戸市中央区）：神戸ロフト1階にあったが、神戸ロフト売場縮小に伴い閉店（閉店日不明）。
- 丸の内ロフト（東京都千代田区）○：丸ビル4階（丸善跡地）。狭い面積での新しい実験店舗としての位置付け。2022年5月22日閉店[34]。
- MoMA Design Store なんばロフト（大阪市中央区）：旧・なんばロフト3階。なんばロフトの移転に伴い2022年10月10日閉店。
- コスメロフト 東急プラザ表参道原宿店（東京都渋谷区・表参道）○：東急プラザ表参道原宿5階。2019年4月19日開店。コスメロフト1号店。2023年1月22日閉店。
- ロフト名古屋（名古屋市中区・矢場町エリア）◎：ナディアパークビジネスセンタービル内。店舗面積約7,378m2。名鉄生活創研によるフランチャイズ店。2023年6月30日閉店。2021年11月に開店した栄ロフトが実質後継店舗となっている。
- 2代目・札幌ロフト（札幌市中央区）◎：札幌エスタ（旧・札幌そごう）6階。店舗面積約3,054.55m2。閉店した西武札幌店ロフト館から2010年3月5日に移転。エスタの閉鎖に伴い2023年8月31日に閉店し、同年9月にモユクサッポロに移転。
- MoMA Design Store 札幌ロフト（札幌市中央区）：2代目・札幌ロフト内にあったが、エスタの閉鎖から先行して閉店（閉店日不明）。
- 仙台泉ロフト（仙台市泉区）◇：アリオ仙台泉4階。2013年4月27日開店[広報 11]。アリオの閉鎖に伴い2024年1月31日閉店。
- MoMA Design Store 仙台ロフト（仙台市青葉区）：仙台ロフト2階。2024年2月8日閉店。
- 南松本ロフト（長野県松本市）◇：イトーヨーカドー南松本店1階。店舗面積約866m2。2017年10月6日開店。旧・松本ロフトの後継店舗。契約期間満了に伴い2024年5月12日閉店。イオンモール松本空庭1階に開店する新しい松本ロフトが後継店舗となる。尚イトーヨーカドーは2025年1月13日に閉鎖されている。
- ロフト青森店（青森県青森市）◇：イトーヨーカドー青森店1階。店舗面積832m2。2019年6月7日開店[35]。イトーヨーカドーの閉鎖に伴い2024年7月28日閉店。
- ロフト弘前店（青森県弘前市）：イトーヨーカドー弘前店1階。2020年11月18日開店。イトーヨーカドーの閉鎖に伴い2024年9月29日閉店。
- ロフト大宮宮原店（さいたま市北区）◇：ステラタウン内イトーヨーカドー大宮宮原店3階。2010年11月5日開店。開店当初は『tanosia大宮宮原店』という名称だった。2025年1月13日閉店。
- 新宿ミロードロフト（東京都新宿区）○：新宿ミロード6階。2016年3月18日開店。旧・新宿ロフト閉店以来約9年ぶりの新宿地区再進出となったが、ミロードの閉鎖に伴い2025年3月16日に閉店し、同年11月に新宿マルイ本館内に新しい新宿ロフトが開店予定。

#### 海外
- バンコクロフト：パラダイスパーク店、ズペル店、メガバンナー店（それぞれ閉店日不明）
- 上海万象城ロフト（中国上海市閔行区）：上海万象城（ワンシャンチャン）SC2階。店舗面積720m2。2021年9月24日開店。2025年2月4日閉店。

#### 西武時代の閉鎖店舗
- アティックバイロフト浜松（浜松市中区）：ロフト初のフランチャイズによる小規模店舗。1988年12月開店、1995年閉店。現「松竹ビル」。
- 神戸店（神戸市中央区）：神戸ハーバーランド（現・ハーバーセンター）内。1994年閉店。神戸西武の閉店と連動。
- 宇都宮店（栃木県宇都宮市）：1991年、曲師町ビル（現・宇都宮フェスタ）に「宇都宮西武ロフト館」として開店→ロフト館閉鎖に伴い宇都宮西武本館（斎藤会館）内に移転。2002年12月25日、宇都宮西武撤退に伴い閉店。
- 川崎西武店（川崎市川崎区）：川崎ルフロン内の川崎西武内（現・ヨドバシカメラ）。2003年8月10日閉店。川崎西武の閉店と連動。

## テレビ番組
- 日経スペシャル ガイアの夜明け 絶望職場に光を!～働くものに明日はあるか・第2章（2008年5月6日、テレビ東京）[36] - 「ロフト社員」を取材。
- 日経スペシャル カンブリア宮殿 最先端"雑貨"に執念を燃やして30年! ロフト流、暮らしがときめく商品&店づくり（2019年12月5日、テレビ東京）[37]